# Bayssour
Bayssour (arabe : بيصور) est un village libanais situé dans le caza d'Aley au Mont-Liban.